# Prêmio Multishow de Música Brasileira para Clipe TVZ do Ano
Prêmio Multishow de Música Brasileira para Clipe TVZ do Ano é um prêmio dado anualmente no Prêmio Multishow de Música Brasileira, uma premiação que foi estabelecida em 1994 e originalmente chamada de Prêmio TVZ. A categoria foi apresentada pela primeira vez na edição de 2014 como Melhor Clipe TVZ. É similar ao prêmio de Melhor Clipe, que foi concebido de 1994 a 2016. Anitta é a artista mais premiada da categoria com cinco prêmios, seguida por Luan Santana com quatro prêmios.

## Vencedores e indicados

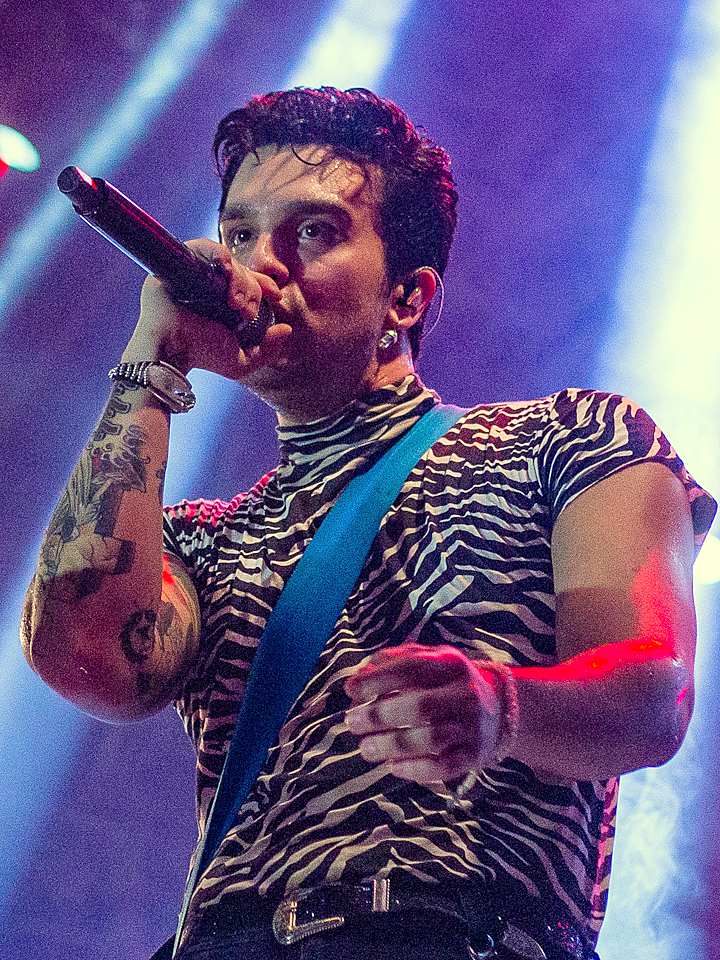
Luan Santana venceu o prêmio quatro vezes

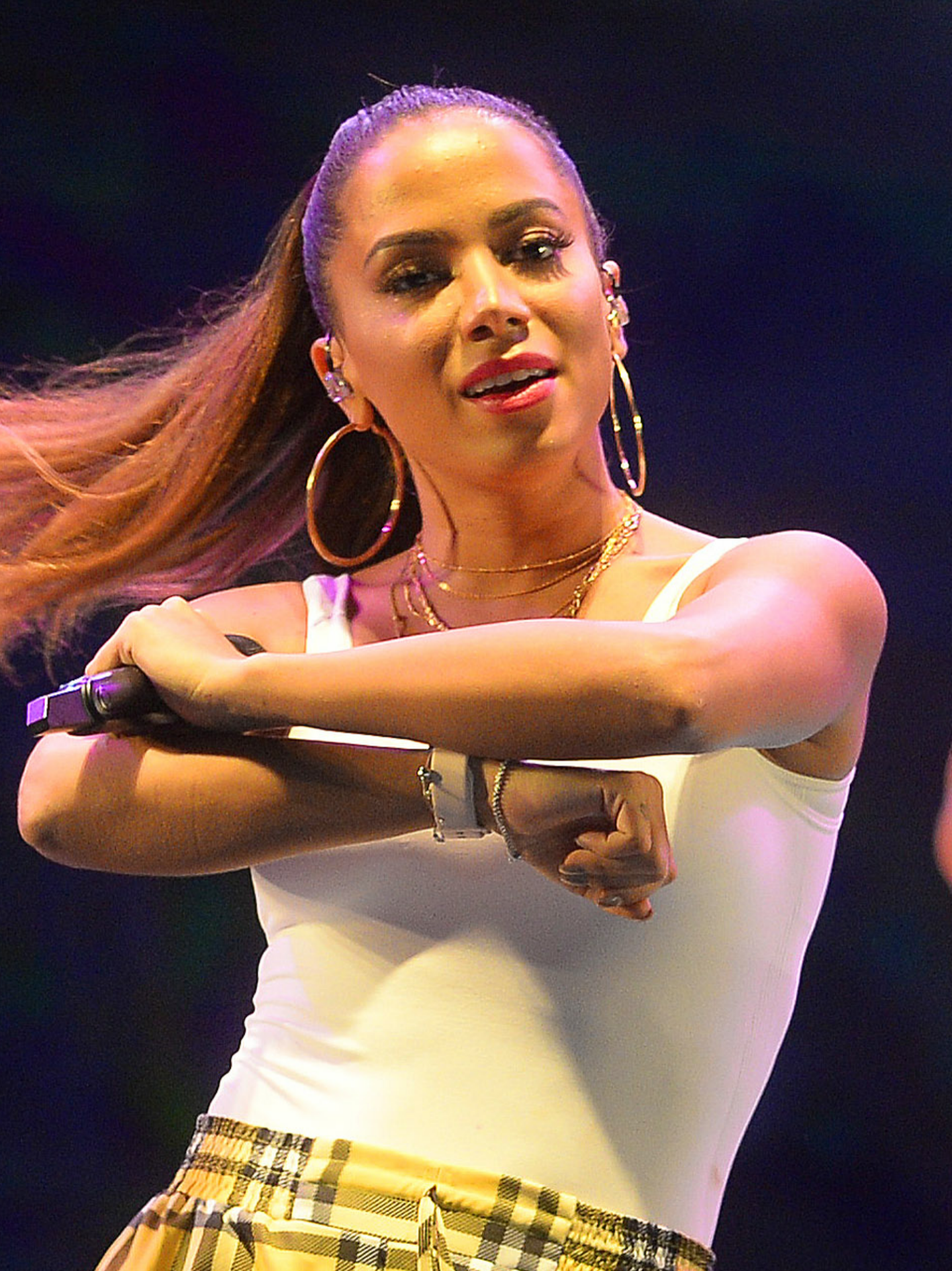
Anitta é a artista mais premiada da categoria, vencendo o prêmio sete vezes

### Década de 2010
| Ano  | Vencedor                                                                     | Nomeados | Ref.  |
| ---- | ---------------------------------------------------------------------------- | --- | ----- |
| 2014 | Luan Santana – "Te Esperando"                                                | - Anitta – "Na Batida" - MC Guimê (com Emicida) – "País do Futebol" - Jota Quest – "Waiting for You" - Valesca Popozuda – "Beijinho no Ombro"                                            | [ 1 ] |
| 2015 | Luan Santana – "Escreve Aí"                                                  | - Anitta – "Ritmo Perfeito" - Lucas Lucco – "Vai Vendo" - Ludmilla – "Te Ensinei Certin" - Thiaguinho – "Sem Você a Vida é Tão Sem Graça"                                                | [ 2 ] |
| 2016 | Luan Santana – "Eu, Você, o Mar e Ela"                                       | - Anitta – "Bang" - Duduzinho – "O Mundo É Nosso" - Ludmilla – "Bom" - Sophia Abrahão – "Sou Fatal"                                                                                      | [ 3 ] |
| 2017 | Luan Santana – "Acordando o Prédio"                                          | - Anitta – "Paradinha" - Ludmilla – "Cheguei" - MC Kevinho – "Tô Apaixonado Nessa Mina" - Pabllo Vittar – "K.O."                                                                         | [ 4 ] |
| 2018 | Anitta, MC Zaac e Maejor (com Tropkillaz e DJ Yuri Martins) – "Vai Malandra" | - Kevinho e Simone & Simaria – "Ta Tum Tum" - Ludmilla (com MC Pupio e MC Doguinha) – "Din Din Din" - Pabllo Vittar – "Indestrutível" - Wesley Safadão e Anitta – "Romance com Safadeza" | [ 5 ] |
| 2019 | Anitta e Kevinho – "Terremoto"                                               | - Lexa e MC Kekel – "Amor Bandido" - Luan Santana (com MC Kekel) – "Vingança" - Luísa Sonza e Pabllo Vittar – "Garupa" - Marília Mendonça – "Bem Pior Que Eu"                            | [ 6 ] |

### Década de 2020
| Ano  | Vencedor                                                  | Nomeados | Ref.   |
| ---- | --------------------------------------------------------- | --- | ------ |
| 2020 | Anitta, Lexa e Luísa Sonza (com MC Rebecca) – "Combatchy" | - Léo Santana – "Crise de Saudades" - Luan Santana – "Asas" - MC Lan, Skrillex e TroyBoi (com Ludmilla e Ty Dolla Sign) – "Malokera" - Pabllo Vittar – "Amor de Que"             | [ 7 ]  |
| 2021 | Anitta – "Girl from Rio"                                  | - Luan Santana – "Morena" - Ludmilla – "Rainha de Favela" - Luísa Sonza e Pabllo Vittar (com Anitta) – "Modo Turbo" - Pedro Sampaio e Luísa Sonza – "Atenção"                    | [ 8 ]  |
| 2022 | Anitta – "Boys Don't Cry"                                 | - Anitta – "Envolver" - Gloria Groove – "A Queda" - Gloria Groove – "Vermelho" - Iza – "Fé" - Jão – "Idiota" - Jovem Dionisio – "Acorda Pedrinho" - Luísa Sonza – "Cachorrinhas" | [ 9 ]  |
| 2023 | Jão e Anitta – "Pilantra"                                 | - Anitta – "Funk Rave" - Dennis e Kevin o Chris – "Tá OK" - Iza e MC Carol – "Fé nas Maluca" - Luísa Sonza – "Campo de Morango" - Matuê (com Rich the Kid) – "Conexões de Máfia" | [ 10 ] |
| 2024 | "Mil Veces" – Anitta                                      | - "Carta Aberta" – MC Cabelinho - "La Noche" – Yago Oproprio - "O Som" – Matuê - "Sagrado Profano" – Luísa Sonza feat. Kayblack - "Tudo" – Liniker                               | [ 11 ] |